# 細髭魮
細髭魮（学名：Barbus leptopogon）為輻鰭魚綱鯉形目鯉科的其中一個種，於1834年由George Wilhelm Schimper描述。該物種主要分布於非洲阿爾及利亞，體長可達26公分。

## 扩展阅读
維基物種上的相關：細髭魮
1. ↑  Freyhof, J. & Ford, M. . The IUCN Red List of Threatened Species. 2022, 2022: e.T182893A58332907  [3 August 2022].